# Adell (Wisconsin)
Pour les articles homonymes, voir Adell.
Adell est un village du comté de Sheboygan, dans l'État du Wisconsin, aux États-Unis. En 2020, il comptait une population de 498 habitants.